# Gerardus Johannes Delfgaauw
Gerardus Johannes Delfgaauw (1882 — 1947) foi um pintor e paisagista holandês. Viveu e trabalhou em Rijswijk, onde aplicou a sua excepcional e distintiva técnica impressionista, captando a essência das paisagens holandesas.
Hoje, muitas das suas obras encontram-se expostas no Museu de Rijswijk, em Rijswijk.